# Mendatica
Mendatica là một đô thị ở tỉnh Imperia trong vùng Liguria, tọa lạc khoảng 100 km về phía tây nam của Genova và khoảng 30 km về phía tây bắc của Imperia. Tại thời điểm ngày 31 tháng 12 năm 2004, đô thị này có dân số 235 người và diện tích là 30,6 km².
Đô thị Mendatica có các frazione (đơn vị cấp dưới) Monesi.
Mendatica giáp các đô thị sau: Briga Alta, Cosio di Arroscia, Montegrosso Pian Latte, và Triora.